# 리톈위

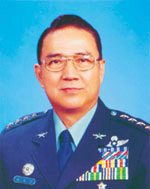

리톈위(중국어: 李天羽, 병음: Lǐ Tiānyǔ, 1946년 5월 23일 ~ 2024년 12월 12일)는 중화민국 공군 장군이자 대만 국방 장관이다. 창 총리가 취임한 후 취임했다. 리톈위는 2024년 12월 12일 삼군총의원(三軍總醫院)에서 폐렴 합병증으로 향년 78세의 나이로 사망했다.